# هيما (متجر)
هيما HEMA هي سلسلة متاجر هولندية متنوعة. بدأت عملياتها كمتجر متنوع. تتميز السلسلة بتسعير منخفض نسبيًا للأدوات المنزلية العامة، والتي يتم تصنيعها في الغالب بواسطة السلسلة نفسها ومن أجلها، غالبًا بتصميم أصلي. المالك الحالي هو الملياردير الهولندي مارسيل بويخورن، لكنه فقد السيطرة لصالح حملة السندات. 

## التاريخ

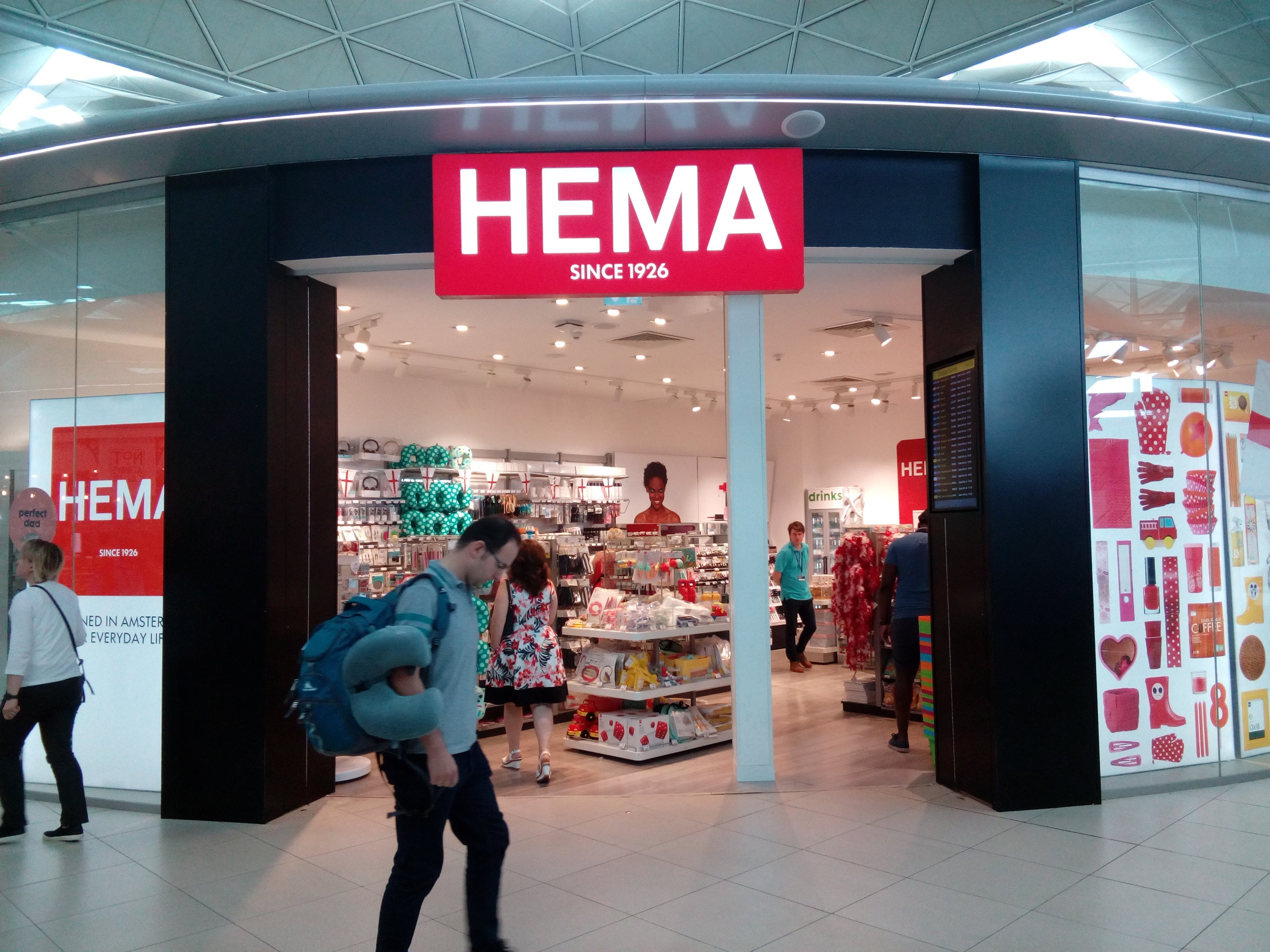
متجر HEMA في مطار لندن ستانستيد

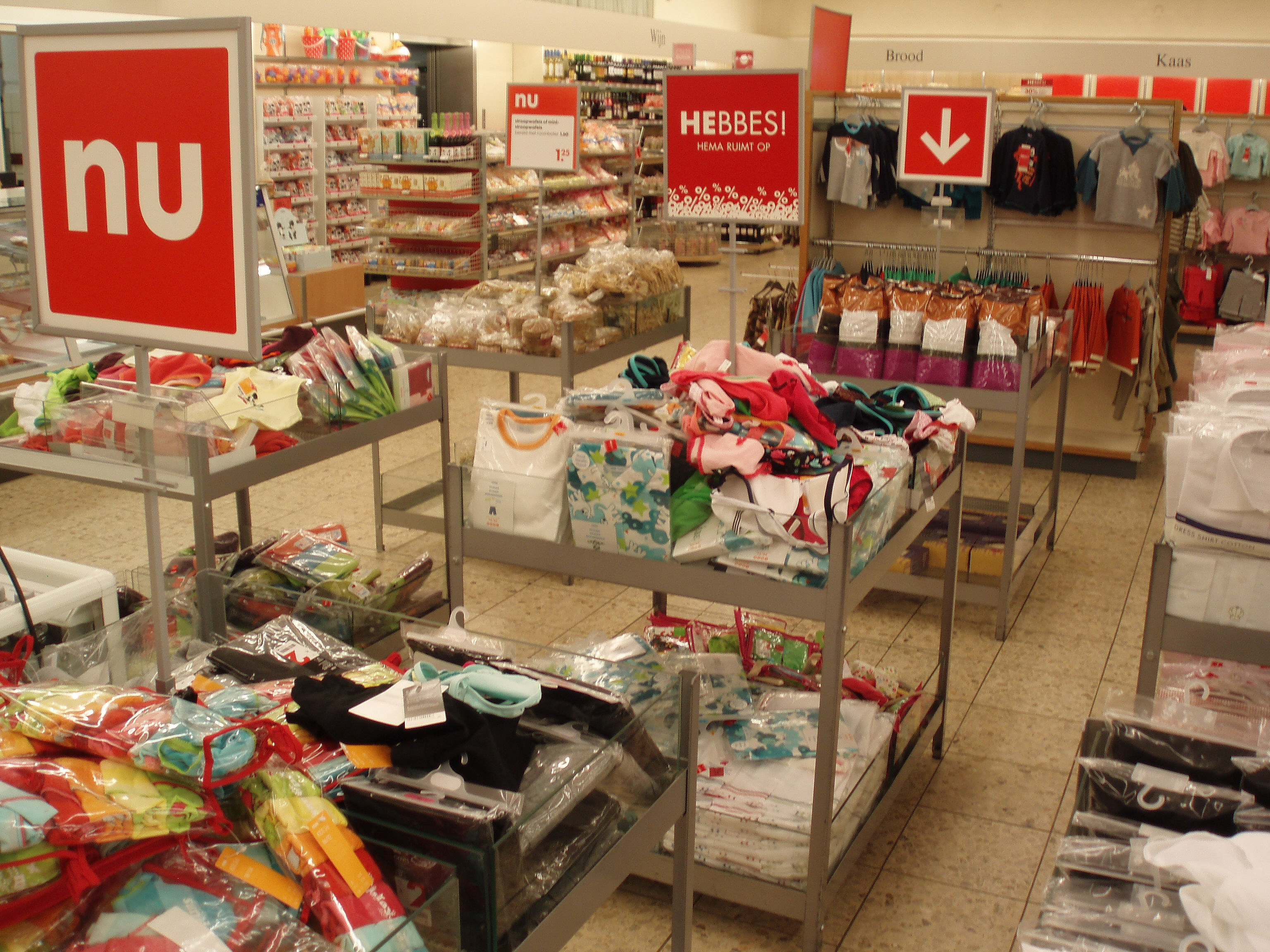
داخل متجر هيما

تم افتتاح أول متجر هيما بمدينة أمستردام في 4 نوفمبر 1926، من قبل مالكي متجر «De Bijenkorf» الفاخر. في الأصل كبائع تجزئة بسعر التجزئة في مواقع رئيسية في مراكز المدن.

## الفروع
| بلد                      | عدد من المتاجر          | منذ  |
| ------------------------ | ----------------------- | ---- |
| هولندا                   | 545 (2018)              | 1926 |
| النمسا                   | 5 (2019)                | 2018 |
| بلجيكا                   | 98 (2020)               | 1984 |
| فرنسا                    | 70 (2020)               | 2009 |
| ألمانيا                  | 20 (2020)               | 2002 |
| لوكسمبورغ                | 4 (2016)                | 2006 |
| قطر                      | 3 (2019)                | 2018 |
| إسبانيا                  | 8 (2020)                | 2014 |
| الإمارات العربية المتحدة | 7 (2020)                | 2018 |
| المملكة المتحدة          | 9 (2020)                | 2014 |
| المكسيك                  | عبر الإنترنت فقط (2020) | 2020 |

## روابط خارجية
- الموقع الرسمي